# Mödlich
Mödlich ist ein bewohnter Gemeindeteil der Gemeinde Lenzerwische des Amtes Lenzen-Elbtalaue im Landkreis Prignitz in Brandenburg.

## Geografie

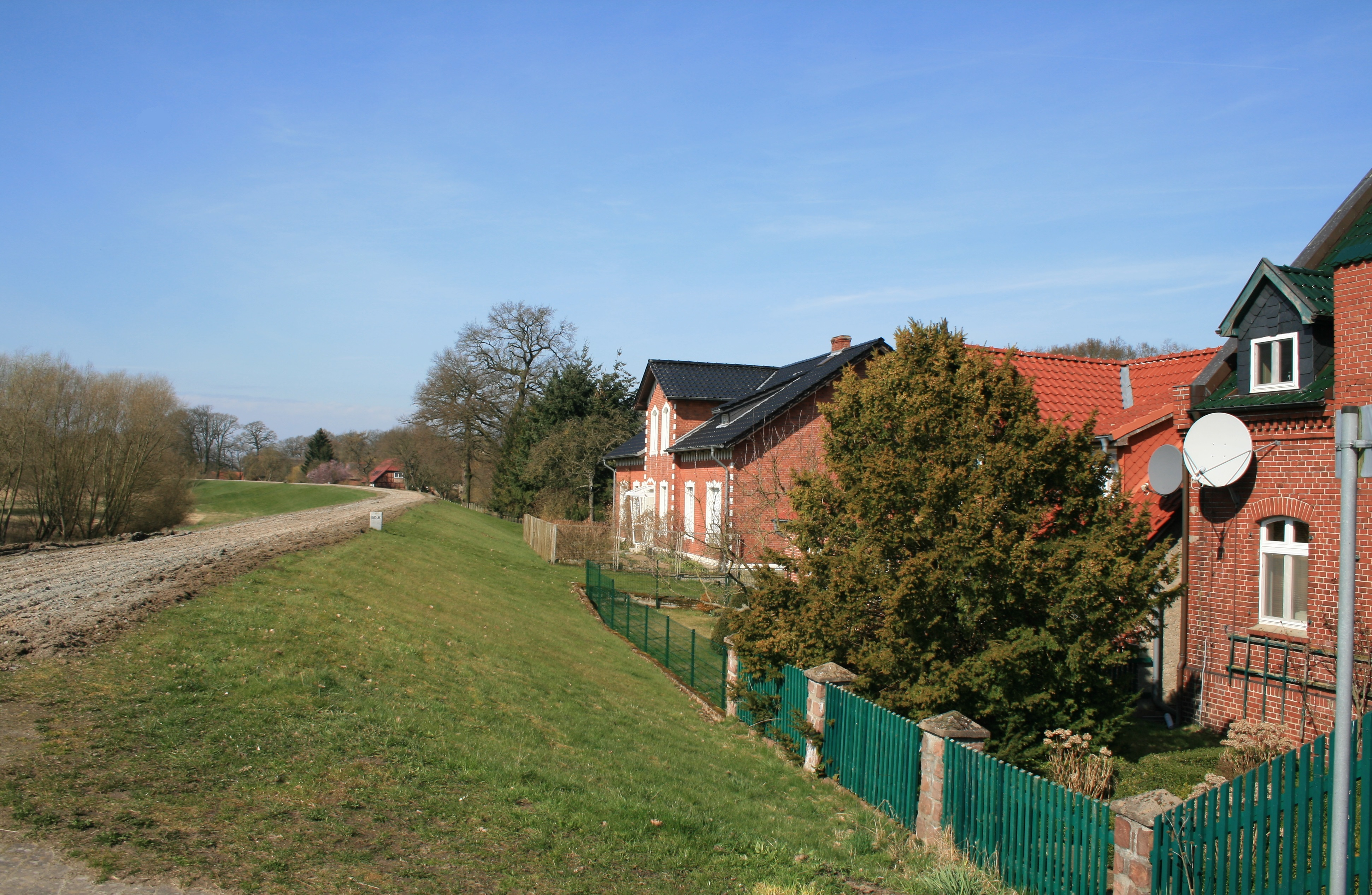
Deich in Mödlich

Der Ort liegt vier Kilometer nordöstlich von Wootz, dem Sitz der Gemeinde Lenzerwische, und fünf Kilometer westsüdwestlich von Lenzen (Elbe), dem Sitz des Amtes Lenzen-Elbtalaue. Das typische Marschhufendorf befindet sich im dünn besiedelten Feuchtgebiet Lenzer Wische, einem Niederungsgebiet der Elbe in der Westprignitz, und erstreckt sich entlang der Bundesstraße 195 und dem südlich verlaufenden Elbdeich.
Nachbarorte sind Breetz im Norden, Seedorf, Bäckern, Ziegelhof und Lenzen im Nordosten, Gandow im Osten, Vietze und Meetschow im Süden, Gorleben, Klein Wootz und Wootz im Südwesten, sowie Rosensdorf im Westen.

## Geschichte

### 14. bis 16. Jahrhundert

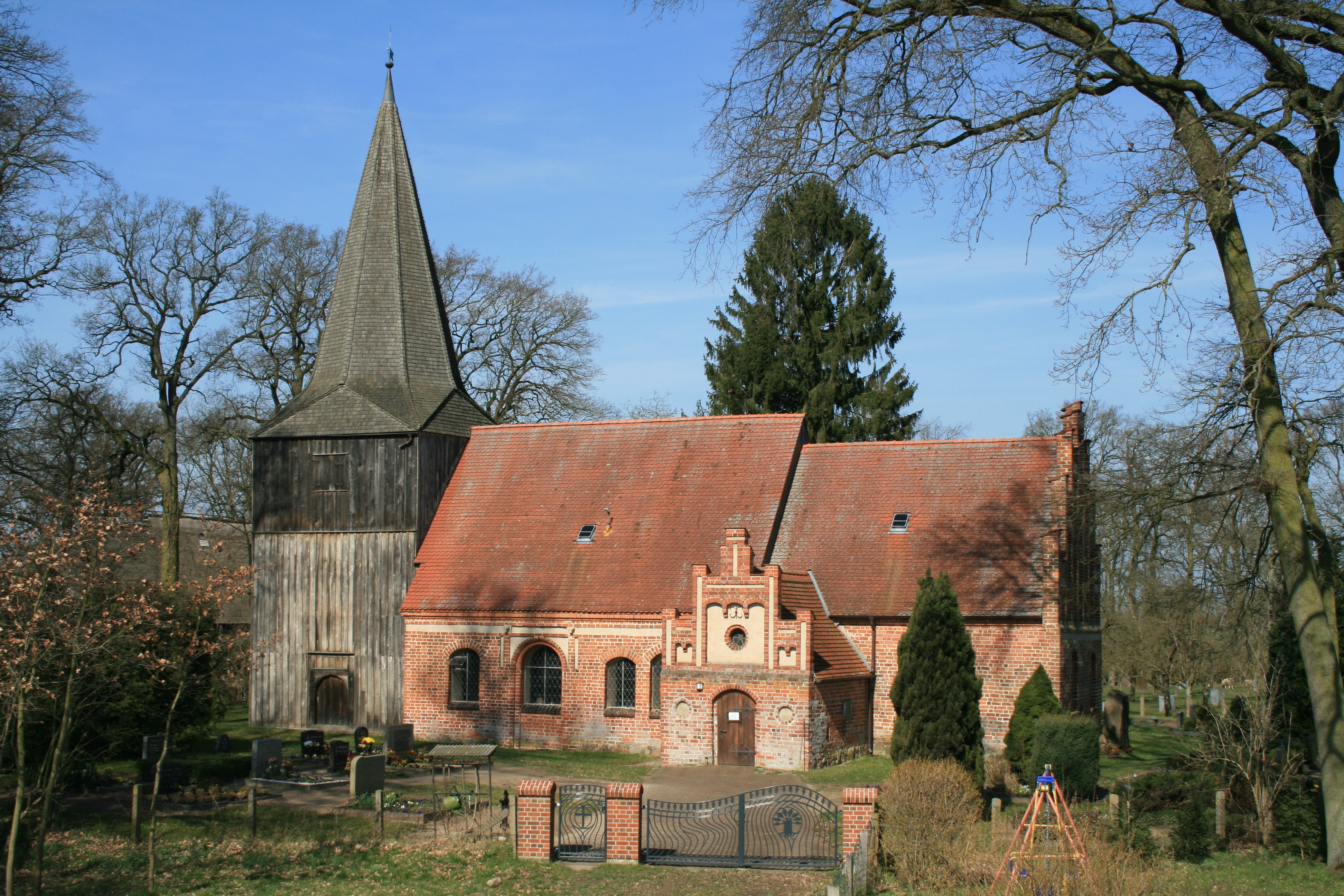
Dorfkirche von 1468

Das Dorf wurde im Jahr 1358 erstmals urkundlich als Ouerwysch erwähnt. Im Landbuch Karls IV. aus dem Jahr 1375 finden sich jedoch auch die Schreibweisen in Motelik, Mutelik, in Muterlik. Im Laufe der Jahrzehnte änderte sich der Name in to Motleke im Jahr 1472 zu to Motleke, to Moltelke, to Metelke, Mettelke im Jahr 1502 auf Motlick im Jahr 1540. Im Zusammenhang mit einem Gericht erschien im Jahr 1648 die Ober-Wische das Gerichte Möedtlich von alterß hero genennet. Vor 1375 bis 1872 besaß die Burg bzw. Amt Lenzen, seit 1767 Eldenburg-Lenzen, den Haferzehnten und die Gerichtsbarkeit (1375). Allerdings gab es wohl finanzielle Schwierigkeiten, denn die Bauern- und Schulzenlehn sowie das Kirchenpatronat mussten 1465 an die von Quitzow aus Kletzke verpfändet werden. Nach der Einlösung besaßen sie wieder die Blutgerichtsbarkeit, das Patronat, 14 Vollhufner, 7 Halbhufner und drei Krüge (1576) bzw. die gesamte Blutgerichtsbarkeit und 21 Untertanen (1648) bzw. den Lehnschulzen, 21 Bauern und einen Kossäten (1745). Ihr Besitz wurde 1767 mit dem Besitz des Amtes Eldenburg vereinigt. Im gleichen Jahr kam auch ein zweiter Anteil in den Besitz des Amtes. Er war vor 1495 bis 1719 im Besitz der von Quitzow zu Eldenburg, die zwei Hufen oder Hufner in der Wische und den Tymmekens Hoff bzw. vier Höfe mit 16 Stück Land (1559, 1688) besaßen. Das Amt Eldenburg übernahm 1719 den Anteil, der sich 1745 auf vier Bauern belief. Ein dritter Anteil war vor 1472 bis 1777 im Besitz der von Wenckstern zu Kietz in der Lenzerwische. Sie besaßen 12 Hufen zu Mödlich und das Recht zur Holzung an der Elbe (1472). Im Jahr 1483 kam auch der Lehnbauernhof des Hennicke Stegemann bei der Kirche zu Möglich mit neun Stück Land hinzu (1483); 1491 auch die Blutsgerichtsbarkeit über diesen Hof bzw. über acht Höfe (1603, 1648). Davon befanden sich in der Mitte des 17. Jahrhunderts sechs Stück im Wiederverkaufsbesitz des von der Knesebeck zu Bochin (1647) sowie im 18. Jahrhundert vier Stück im Wiederverkaufsbesitz der von Möllendorf zu Lindenberg (1714). Hinzu kam der Hof des Elias August Strycke sowie weiterer Wencksternscher Lehnsbesitz. Der Anteil umfasste im Jahr 1475 vier Bauern sowie vier weitere Höfe, die sie sich mit den von Klinggräff zu Schrepkow teilten. Dieser Anteil war von 1777 bis 1849 im Besitz des Gutes Kietz, das bis 1794 von den von Clermont beherrscht wurde. Die weiteren Eigentümer waren die von Jagow zu Rühstädt (1794–1808), der Graf von der Schulenburg (1808–1846) und seit 1846 der Graf von Königsmark. Ein fünfter Anteil gehörte von vor 1544 bis nach 1840 zur Pfarrkirche von Lenzen (Altar des Kalands oder Heiliggeist) und dem Rat zu Lenzen. Sie besaßen je zwei Bauernhöfe (1544, 1608, 1648, 175) bzw. dem Magistrat zu Lenzen, der zugleich als Verwalter des Gemeinen Kastens über die Prästationen (d. h. der Einzug der Pachterträge) von vier Bauernhöfe verfügte. Der Anteil wurde nach 1840 abgelöst. Ein fünfter Anteil gehörte vor 1558 bis nach 1475 dem Pfarrer aus Kietz/Lenzerwische. Es umfasste die Hebungen aus einem Hof (1558) bzw. über einen seitens der von Wencksterns der Pfarre zuvor zugewendeten Hofs (1648, 1690, 1745). In dieser Zeit kam es im Jahr 1422 zu einem Überfall Mecklenburgischer Raubritter, die Vieh stahlen. Die von Wenckstern waren 1472 mit zwölf Hufen belehnt, davon lagen allerdings vier wüst. Dorf und Feldmark Mödlich erschienen als „Gericht zu Mödlich“ oder Gericht Mödlich.

### 16. Jahrhundert
Das Pfarrhaus besaß im Jahr 1542 zwei Hopfengärten sowie eine Hufe Land, die vom Pfarrer selbst bewirtschaftet wurde (er konnte im Jahr 1588 zwei Wispel säen). Auf der Wiese auf dem Hufschlag konnten 30 Fuder Heu eingebracht werden. Ein Küster war nicht vorhanden; er erschien erst 1558, besaß zu dieser Zeit jedoch kein Haus. Dies sollte erst 1581 gebaut werden. Die Kirche war mit einem Stück Acker und zwei Wiesen ausgestattet. Für 1576 wurden 39 Hufner genannt, darunter drei Krüger. Im Jahr 1595 kam es in der ganzen Wische zu massiven Schäden durch eine Überschwemmung.

### 17. Jahrhundert
Im 17. Jahrhundert wurde das Dorf durch deichbaukundige Niederländer erweitert und nahm so seine heutige Gestalt an. Beim Stadtbrand in Lenze waren die Lehnbriefe des Schulzen verbrannt, so dass er 1603 als Freischulze geführt wurde. Im Jahr 1652 lebten im Dorf 42 Personen, 39 Hufner und Halbhufner. Eine detailliertere Statistik liegt aus dem Jahr 1686 vor. Dort erscheinen 39 Halbhufner. Zwei besaßen je sieben Stück Land, vier je sechs, acht je fünf, drei mit je 4 ½, 13 mit je 4, einer mit 3 ½, 4 mit je 3, 1 mit 2 ½ und 2 mit je zwei Stück Land. Hinzu kam ein Kossät, der als Tischler arbeitete und besaß ein Land mit zwei Scheffel Saat besaß. Die Aussaat betrug in Summe 39 Wispel 8 Scheffel. Der Priester nutzte acht Stück Priesteracker zu 1 Wispel 3 Scheffel Saat; der Kirche standen ein Stück zu 7 Scheffel Saat zu. Von den drei Krugstellen krugte nur eine Person. Es gab sieben Einlieger (darunter einen Schneider) und keinen Hirten, da jeder Bauer auf seinem eigenen Land hüten musste. Gegen eine Abgabe an das Amt durften die Bewohner in der Elbe fischen. Sie mussten Brennholz erwerben und beschwerten sich beim Amt über den Quitzowschen Damm. Die Flächen wurden als ertragreich beschrieben und teilweise nur zur Hütung genutzt. Außerdem wurde Viehzucht betrieben und Hopfen angebaut.

### 18. Jahrhundert
Im Jahr 1719 lebten in Mödlich 39 Hufner, ein Kossät und drei Paar Einlieger, die zusammen 30 Hufen bewirtschafteten. Im Folgejahr erwarben fünf Bauern aus Mödlich vom Rittergut Pinnow zwei Wiesen im sogenannten Langen Haken und ein breites halbes Stück im Felde von Mödlich. Eine Statistik aus dem Jahr 1728 führte 40 Grundsitzer einschließlich zweier Richter auf. Es gab einen Schulzen und einen Krüger. Die Gemarkung hatte eine Fläche von 3309 Morgen (Mg) 31 Quadratruten. Eine Statistik von 1734 führte 29 Bauern, zehn Kossäten und 21 Häuslinge auf. Auf den 30 Hufen wurden insgesamt 39 Wispel 8 Scheffel Saat ausgebracht. Im Jahr 1755 erschien ein königlicher Buhnenmeister auf dem Elbwerder bei Mödlich. Das Dorf wurde erneut durch eine Überschwemmung schwer beschädigt, als 1761 ein Elbedeich brach. Ausweislich einer Statistik aus dem Jahr 1791 lebten im Dorf 29 Bauern, neun Halbbauern, 24 Häusler und ein Pfarrer, die zusammen 69 Feuerstellen (= Haushalte) betrieben.

### 19. Jahrhundert

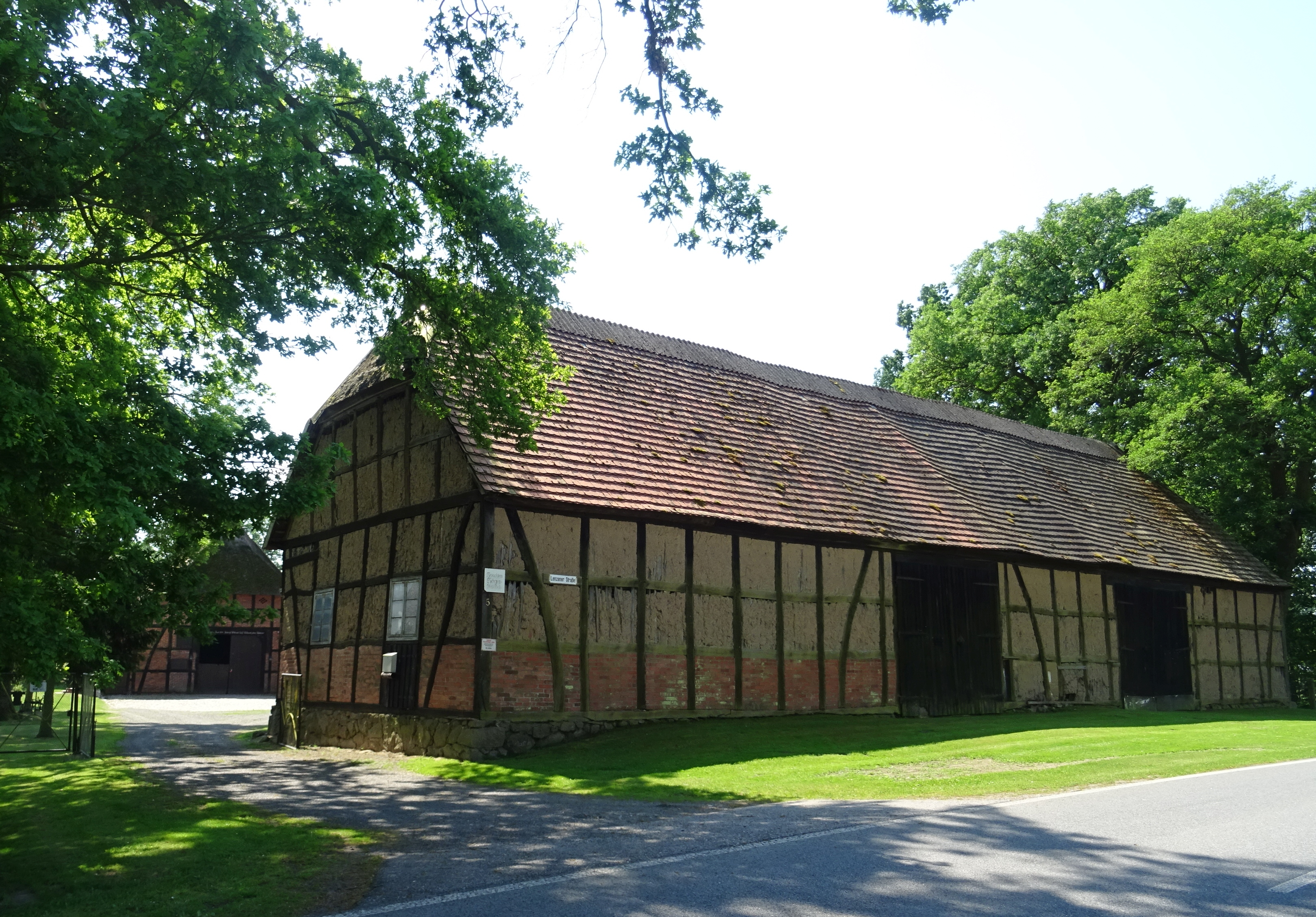
Hallenhaus von 1874

Um 1800 gehörte der Ort zum Lenzenschen Kreis in der Provinz Prignitz, einem Teil der Kurmark der Mark Brandenburg. In einer Beschreibung dieser Landschaft aus dem Jahr 1804 wurde das Dorf Mödlich mit insgesamt 451 Einwohnern angegeben und als Besitzer wurden die Domäne Amt Eldenburg und der Deichhauptmann von Jagow genannt. An dem Ort mit gutem Boden waren seinerzeit 29 Ganz- und neun Halbbauern, ein Kossäte, 30 Einlieger und ein Förster tätig. Darüber hinaus waren hier 69 Feuerstellen vorhanden und die Dorfkirche war eine sogenannte Mutterkirche in der Inspektion Lenzen. Der Adressort war ebenso Lenzen. Das Dorf bestand im Jahr 1846 aus 72 Wohnhäusern. Einer Beschreibung aus dem Jahr 1852 zufolge hüteten die Bewohner Schweine, Schafe und Rinder auf den Äckern und Wiesen. Wälder waren nicht vorhanden, allerdings standen am Elbufer an den Deichen Eichen, Weiden und Rüster. Sie betrieben außerdem ein wenig Bienenzucht und eine nicht gewerbsmäßige Fischerei auf der Elbe. Ihre Haupteinkommensquelle war de Ackerbau und die Viehzucht. Mödlich war im Jahr 1860 insgesamt 2242 Mg groß: 20 Mg Gehöfte, 24 Mg Gartenland, 1052 Mg Acker, 979 Mg Wiese, 317 Mg Wald und bestand als Dorf mit dem Abbau Windmühle, Gemeindebezirk sowie fünf öffentlichen, 76 Wohn- und 67 Wirtschaftsgebäuden (darunter eine Getreidemühle).

### 20. Jahrhundert
Zur Jahrhundertwende standen im 1152 Hektar (ha) großen Dorf 60 Häuser. Eine Statistik aus dem Jahr 1907 führte einen Eindreiviertelbauern auf, der 44 ha besaß. Es gab weiterhin 25 Bauern, darunter zwei Maschinenhändler und einen Handelsmann, den Gemeindevorsteher, fünf Halbbauern, einen Hofwirt und fünf Kossäten, darunter einen Handelsmann und einen Musiker. Weiterhin wurden eine Eigentümerin, ein Landwirt, zwei Gastwirte, ein Schmiedemeister, ein königlicher Wasserbauwart, ein Superintendent, ein Lehrer und Küster sowie sieben Altsitzer genannt. Mödlich bestand im Jahr 1931 als Gemeinde aus 76 Wohnhäusern auf einer Fläche von 1157 ha. Zuvor waren die Parzellen des aufgelösten Gutsbezirks Kietz in Lenzerwische eingemeindet worden (1928). Im Jahr 1939 gab es 31 land- und forstwirtschaftliche Betriebe mit einer Fläche zwischen 20 und 100 ha. Weitere vier Betriebe waren zwischen 10 und 20 ha, sechs zwischen 5 und 10 ha und 18 zwischen 0,5 und 5 ha groß. Es gab 227 Berufszugehörige; 20 in Industrie und Handwerk und 36 in Handel und Verkehr.
Nach dem Zweiten Weltkrieg wurden im Rahmen der Bodenreform 102,38 ha enteignet und aufgeteilt: 30,19 ha gingen an sechs Neubauern, 5,90 ha an eine weitere Person, 22,01 ha an fünf Altbauern. Die restliche Fläche ging an die Gemeinde. Insgesamt 20 Bauern gründeten 1953 eine LPG Typ I mit 214,62 ha Fläche, die 1955 in eine LPG Typ III überging. Diese bestand im Jahr 1960 als LPG Typ III mit 101 Mitgliedern und 1005,99 ha Fläche einschließlich der drei neuen LPG Typ I Aufwärts, Wiesengrund und Hohe Weide, die sich an die LPG Typ III anschlossen. Im Jahr 1970 schloss sich die LPG in Mödlich mit den LPG Geschwister Scholl und Einheit in Wootz sowie der LPG Karl Liebknecht in Kietz und der Unterwische in Gaarz-Besandten unter dem Namen LPG Lenzener Wische mit Sitz in Kiez zusammen. Im Jahr 1973 wurde die Mödlich in die Gemeinde Wootz eingegliedert und war dort ab 1985 ein Ortsteil.
Nach der Wende teilte sich die LPG Pflanzenproduktion Löcknitz Lenzen und die W. I. Lenin Lenzener Wische auf und schloss sich unter dem Namen LPG Lenzerwische Sitz Mödlich zusammen. Im Jahr 1995 gab es im Ort die Lenzener Wische Rinderzucht GmbH, Betriebsteile in Mödlich. Seit dem 26. Oktober 2003 ist Mödlich ein bewohnter Gemeindeteil der Gemeinde Lenzerwische.

## Bevölkerungsentwicklung
| Jahr      | 1734 | 1772 | 1791 | 1801 | 1817 | 1837 | 1858 | 1871 | 1925 | 1939 | 1946 | 1964 | 1971 |
| Einwohner | 313  | 347  | 414  | 451  | 372  | 428  | 497  | 483  | 410  | 349  | 321  | 336  | 237  |

## Kultur und Sehenswürdigkeiten

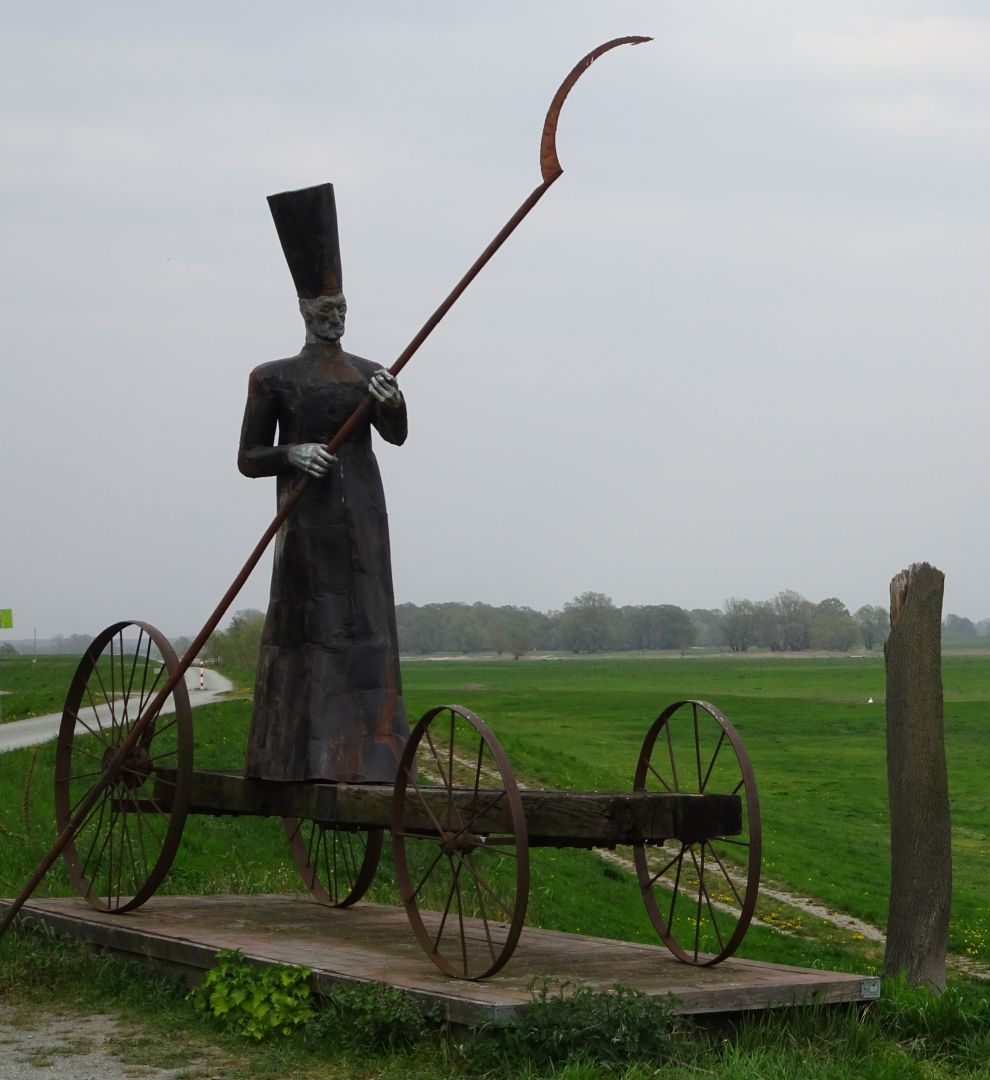
Skulptur auf dem Elbdeich

- Die Dorfkirche Mödlich befindet sich an der Lenzener Straße und wurde in die Denkmalliste des Landes Brandenburg aufgenommen.[7]
- In der Lenzener Straßen stehen zahlreiche Gebäude unter Denkmalschutz, darunter das Hallenhaus von 1874 einschließlich einiger Nebengebäude in der Lenzener Straße 5 oder das Gehöft in der Lenzener Straße 7. Hinzu kommen weitere Gebäude im Wiesenweg.
- Bernd Seiter schuf 1994 aus Eisen, Zinkguss und Holz die Skulptur Charon, ein Fährmann in die Unterwelt. Das Kunstwerk steht am östlichen Ortsausgang auf dem Deich.

## Persönlichkeiten
- Arnold Gijsels van Lier (1593–1676), niederländischer Admiral und Gouverneur, wurde hier auf eigenen Wunsch beerdigt